# Demografia do País de Gales
Demografia do País de Gales no ano 2001:
- População: 2,903,085,  Homens: 1,403,782   Mulheres: 1,499,303

- Lugar de nascimento:
  - Inglaterra:        20.32%
  - País de Gales:     75.39%
  - Escócia:             0.84%
  - Irlanda do Norte:   0.27%
  - Irlanda:            0.44%

- Estrutura etária:
  - 0-4: 167,903
  - 5-7: 108,149
  - 8-9: 77,176
  - 10-14: 195,976
  - 15: 37,951
  - 16-17: 75,234
  - 18-19: 71,519
  - 20-24: 169,493
  - 25-29: 166,348
  - 30-44: 605,962
  - 45-59: 569,676
  - 60-64: 152,924
  - 65-74: 264,191
  - 75-84: 182,202
  - 85-89: 38,977
  - 90+: 19,404
  - 96+: 24,2424